# Johann Risztics
Johann Risztics (Budapest, 11 gennaio 1895 – Duisburg, 7 marzo 1973) è stato un aviatore austro-ungarico.
Lo Stabfeldwebel Johann Risztics (alias János Risztics) è stato un asso dell'aviazione austroungarica della prima guerra mondiale, accreditato di sette vittorie aeree confermate ufficialmente. Durante il 1918, Risztics coltivò una forte amicizia con i compagni piloti Friedrich Hefty e Ferdinand Udvardy. Tra gli aviatori della Flik 42J, il trio divenne noto come l’Arany Triumviratus (Triumvirato d'oro).
Risztics decorò entrambi i lati della fusoliera suo Albatros D.III con il numero "8", Udvardy con il numero "7" e Hefty con il numero "6".

## Biografia e prima guerra mondiale
János Risztics nacque l'11 gennaio 1895 a Budapest. Entusiasta del volo già all'età di 12-13 anni, fu in questo assistito da András Kassás e Antal Lányi a Rakosmez. Dopo lo scoppio della prima guerra mondiale, entrò nel 44º squadrone volontari ed inviato al fronte russo. Il 23 novembre 1914 fu ferito sui Carpazi e, dopo la guarigione, si arruolò nella sezione dirigibili. Lavorò nell'officina di Fischamend e fece domanda per un corso da pilota che completò il 2 dicembre 1915. Quattro giorni dopo è stato promosso. Nel marzo del 1916 arrivò alla Flik 22 sul fronte russo, dove c'era il comandante Béla Losonczy.
Qui svolse voli esplorativi, di bombardamento e di supporto all'artiglieria. A maggio, ottenne il brevetto di pilota ed in giugno divenne pilota di caccia. Il 10 febbraio 1917 fu promosso sergente. Il 10 aprile fu trasferito nella Flik 42J da caccia che era stata allestita  a Sesana, sul fronte italiano. Durante la sua formazione ed il suo servizio, strinse una forte un'amicizia con Friedrich Hefty ed il sergente maggiore Ferdinand Udvardy. Più tardi, essi furono semplicemente indicati come "Arany Trimuvirátus" o "Trio d’Oro". L'aereo Albatros D.III di Risztics decorò il proprio velivolo con il numero 8 su entrambi i lati della fusoliera.
Il 30 giugno Ristic ottenne la sua prima vittoria aerea quando, verso le 10 di mattina, vicino a Podgora, colpì un velivolo da ricognizione italiano Nieuport. Sabato 10 luglio, in collaborazione con Udvardy, abbatté un altro Nieuport sul Monte Sabotino ed il 9 agosto un terzo sul Monte Colovrat. Due giorni dopo, distrusse un caccia italiano SPAD biposto. La data della sua quinta vittoria aerea è sconosciuta, ma questa data è stata tra l'agosto 1917 e l'aprile 1918. La vittoria sull'aereo da ricognizione è stata di grande importanza perché gli ha assegnò la qualifica di Asso dell'aviazione. Il 18 aprile 1918, abbatté di nuovo un ricognitore nemico ed ottenne la sua settima vittoria aerea, il 4 maggio (quest'ultima contro un Sopwith Camel di fabbricazione britannica). A metà maggio, fu trasferito nelle retrovie, dove fu posto nella riserva divenendo, in seguito, pilota collaudatore della Fabbrica generale degli aerei ungherese.

## Il dopoguerra
Dopo la prima guerra mondiale prestò servizio nell'aeronautica indipendente dell'Ungheria, prima nella 2ª aeronautica e poi nell'aeronautica rossa dell'Unione Sovietica (che era allora l'unica unità dell'aviazione militare ungherese). Poi è stato membro del comitato sportivo della Associazione Aerea ungherese e dal 1922 ha lavorato come pilota nella gestione del traffico aereo ungherese (MALÉRT).
Nel 1925 si trasferì in Germania, dove fu pilota per la fabbrica Junkers. Il 3-5 luglio 1927 insieme a Wilhelm Zimmermann, è rimasto per 65 ore e 25 minuti in aria senza atterrare su un aereo Junkers W 33 stabilendo un record mondiale. Tra il 3 e il 5 agosto, con lo stesso aereo e con Cornelius Edzard ha volato per una distanza di 4660 km (altro record).
Nel 1928, insieme a Edzard ed all'americano Hubert Renfro Knickerbocker, in uno W-33 soprannominato Europa, tentarono di volare verso est nell'Oceano Atlantico ma dovettero interrompere a causa di un guasto al motore. Poi partecipò al Challenge 1929 e Challenge 1930 europeo organizzato dall'Aero Club francese: la prima volta ebbe danni al Carrello d'atterraggio e nell'Elica degli Junkers A 50 e fu squalificato dall'ottavo posto arrivando comunque a Milano.
Quando nel 1943 i primi due Junkers Ju 52 da trasporto fabbricati in Ungheria furono completati a Pestszentlőrinci Ipartelep (PIRT), la compagnia mandò Rystics a collaudarli.
Il suo altro destino è sconosciuto, presumibilmente è emigrato. Morì il 7 maggio 1973 a Duisburg, in Germania Ovest.